# سیارک ۸۷۷۵
سیارک ۸۷۷۵ (به انگلیسی: 8775 Cristata، نامگذاری:5490T-2) هشت هزار و هفتصد و هفتاد و پنجمین سیارک کشف شده‌است که در ۳۰ سپتامبر ۱۹۷۳ کشف شد.
قدر مطلق سیارک برابر ۱۴٫۹۰ است.